# Xocempich
Xocempich es una población del municipio de Dzitás en el estado de Yucatán localizado en el sureste de México.

## Toponimia
El nombre (Xocempich) proviene del idioma maya.

## Hechos históricos
- En 1940 cambia su nombre de Xocempich a Xocenpich.
- En 1990 cambia a Xocempich.

## Demografía
Según el censo de 2005 realizado por el INEGI, la población de la localidad era de 563 habitantes, de los cuales 291 eran hombres y 272 eran mujeres.
| 267                         | 315 | 368 | 341 | 485 | 389 | 555 | 633 | 604 | 575 | 563 |
| (Fuente: INEGI [Consultar]) |     |     |     |     |     |     |     |     |     |     |